# Craugastor amniscola
Craugastor amniscola es una especie de Anura de la familia Craugastoridae. Es nativo del noroeste de Guatemala y el sur de México.

## Distribución y hábitat
Su área de distribución incluye el noroeste de Guatemala (Sierra de los Cuchumatanes, montañas de Cuilco), y el sur de México (hasta el norte de Ocozocuautla en Chiapas). 
Su hábitat natural incluye bosque seco premontano, a lo largo de pequeños cursos de agua. Su rango altitudinal se encuentra entre 600 y 1000 m s. n. m.